# Diablo II
Pour les articles homonymes, voir Diablo.
Vous lisez un « bon article » labellisé en 2014.
Diablo II est un jeu vidéo d'action et de rôle de type hack 'n' slash développé par Blizzard North. Il constitue le deuxième opus de la série, succédant à Diablo et à son extension Diablo: Hellfire. Le jeu a été publié en Amérique du Nord par Blizzard Entertainment et en Europe par Sierra Entertainment le 29 juin 2000. Le jeu se déroule dans un monde imaginaire de type médiéval-fantastique dans lequel le joueur peut choisir d’incarner une amazone, un barbare, un nécromancien, un paladin ou une ensorceleuse dans ses combats contre les armées de créatures démoniaques envoyées dans le monde des hommes par les démons Diablo, Mephisto et Baal. Comme son prédécesseur, le jeu est bien accueilli par la presse spécialisée et connaît un important succès commercial. Le jeu s’écoule ainsi à plus d’un million d’exemplaires dans les deux semaines suivant sa sortie (un record pour l’époque) et le 29 août 2001, il s'est vendu à plus de quatre millions d’exemplaires. Une extension intitulée Diablo II: Lord of Destruction est publiée par Blizzard Entertainment le 29 juin 2001. Comme le jeu original, celle-ci connaît un certain succès commercial et se vend à plus d’un million d’exemplaires en deux mois. Son succès, associé à celui des deux premiers volets de la série, permet à la franchise de dépasser les 18,5 millions de titres vendus en 2008.
Diablo II reste aujourd’hui considéré comme la référence du genre. Son succès a notamment influencé un certain nombre de développeurs qui reprennent des éléments de son gameplay dans des jeux comme Nox, Throne of Darkness, Dungeon Siege ou Divine Divinity, qui sont souvent décrits comme des Diablo-like. Blizzard Entertainment commence dès 2001 à travailler sur une suite baptisée Diablo III. À la suite du départ d’une partie de l’équipe travaillant sur le projet, son développement est à plusieurs reprises retardé. Après sept ans de développement, le jeu sort finalement le 15 mai 2012. Comme ses prédécesseurs, il bat des records de ventes en se vendant à plus de dix millions d’exemplaires en moins de deux mois.
Blizzard Entertainment sort une version remake du jeu, Diablo II: Resurrected, le 23 septembre 2021.

## Trame

### Univers
Diablo II prend place dans le monde imaginaire de type médiéval-fantastique de Sanctuaire, déjà développé dans le premier opus de la série. L’histoire débute dans le royaume de Khanduras, peu après les événements décrits dans Diablo, qui racontait la libération du démon Diablo et la quête d’un aventurier pour retrouver et tuer celui-ci.
Les trois Démons Primordiaux, Diablo et ses frères Baal et Mephisto, ont en effet été bannis des Enfers par leurs frères, puis exilés sur Sanctuaire (le monde des hommes). Ils ont alors semé la discorde et la destruction dans les royaumes de l’Orient jusqu’à ce qu’un clan de mages appelé les Horadrims et mené par l’archange Tyraël réussisse à les vaincre. Les Horadrims enferment les trois démons dans des pierres d’âmes qui sont ensuite cachées dans trois forteresses aujourd’hui oubliées.

### Contexte
Après avoir vaincu le seigneur de la terreur au plus profond des souterrains de Tristram, le héros de Diablo décide d’emprisonner définitivement le démon en enfonçant sa pierre d’âme dans son propre crâne, espérant ainsi pouvoir contrôler le démon. De retour à la surface, il est acclamé par les habitants de Tristram. Mais, en dépit de ces louanges, l'aventurier reste distant et ne sort que rarement de son mutisme. Le soir de la fête organisée en son honneur, il s’éclipse discrètement et est plus tard rejoint par Deckard Cain qui le trouve assis seul à l’entrée, en train de se parler à lui-même dans des langues depuis longtemps oubliées. Deckard Cain remarque que sa blessure au front s’est ouverte à nouveau et que son regard étincelle d’une lumière sanglante. Quittant sa torpeur, l’aventurier annonce alors son départ en murmurant que ses « frères l’attendent dans l’est » et que « leurs chaînes ne doivent pas les lier plus longtemps ». Le héros quitte le village le lendemain. Peu après son départ, des créatures des Enfers reviennent hanter la région pour tuer les habitants de Tristram et faire prisonnier Cain,.

### Scénario
Le jeu commence dans le camp des Rogues, refuge des survivantes de la Sororité de l'Œil Aveugle. Celles-ci ont été chassées de leur monastère par des créatures des Enfers apparues dans la région à la suite du passage du héros de Diablo. Le personnage qu’incarne le joueur est plus tard amené à aider les Rogues à lutter contre les démons, puis à libérer Deckard Cain qui est retenu prisonnier à Tristram. Celui-ci lui explique alors que l’aventurier qui avait vaincu Diablo est maintenant possédé par lui et qu’il est en marche pour libérer ses frères. Pour le poursuivre, le joueur doit d’abord libérer le monastère de l’invasion démoniaque en tuant Andarielle. Il peut ensuite rejoindre la ville de Lut Gholein, principal port commercial d'Aranoch, puis la tombe de Tal Rasha où les Horadrims ont jadis emprisonné Baal, le seigneur de la destruction. Le héros arrive malheureusement trop tard et apprend par Tyraël que Baal a été libéré. La poursuite continue ensuite dans la jungle du Kejhistan et jusqu’au plus profond de la ville de Kurast où est emprisonné Mephisto, le seigneur de la haine. Après avoir vaincu celui-ci, le joueur découvre un portail ouvert par Diablo pour retourner aux Enfers. L’aventurier doit traverser le portail pour rejoindre le seigneur de la terreur qui a maintenant repris sa forme d’origine.

## Système de jeu
Comme son prédécesseur, Diablo II est un jeu vidéo d'action et de rôle de type hack 'n' slash dans lesquels le joueur contrôle en temps réel, via une interface en pointer-et-cliquer, un personnage devant explorer des donjons peuplés de monstres qu'il doit combattre pour gagner de l’expérience et des trésors comme de l'or, des armes ou des armures,.

### Personnages
Dès le début du jeu, le joueur doit choisir d’incarner une des cinq classes de personnage disponibles dans le jeu (personnage qu’il devra incarner jusqu’à la fin de sa quête) que sont l’amazone, le barbare, le nécromancien, le paladin et l’ensorceleuse (auxquels se rajoutent le Druide et l'Assassin avec l'extension) ,. Chaque classe possède des caractéristiques de départ et un arbre de compétences différent,. Comme la rogue de Diablo, l’amazone est une spécialiste du tir à l’arc, bien qu’au contraire de celle-ci, elle maîtrise également le javelot ou la lance. Ses aptitudes sont avant tout liées à l’utilisation de ses armes de prédilection (elle peut par exemple enflammer ses flèches) mais elle dispose également de compétences passives défensives. Le barbare et le paladin sont de puissants guerriers spécialisés dans le corps à corps. Le premier est capable de combattre avec une arme dans chaque main. Il dispose d’aptitudes augmentant son efficacité au combat mais aussi de cris de guerre qui peuvent faire fuir ses ennemis ou renforcer ses caractéristiques de combat. Les compétences du paladin sont basées sur des attaques d’ordre divin (parfois dédiées au combat contre les morts-vivants) et sur l’utilisation de son bouclier. Il dispose également d’auras offensives et défensives lui permettant d’améliorer ses caractéristiques de combat ainsi que celles de ses alliés. Le nécromancien est un lanceur de sort, pouvant notamment ranimer des squelettes ou des cadavres pour les faire combattre à ses côtés. Il dispose également de sorts basés sur l’utilisation de poisons ou d’ossements, qu’il peut par exemple utiliser pour créer un mur ou une lance d’os. Il est également capable de faire exploser des cadavres (en utilisant sa faculté « explosion morbide ») et de lancer des malédictions pouvant semer le trouble dans les rangs adverses. Comme le nécromancien, l’ensorceleuse préfère éviter le combat au corps à corps et ne lutte quasiment qu’à l’aide de sa magie basée sur les éléments. Ses sorts de froid lui permettent par exemple de ralentir ou d’immobiliser un ennemi alors que ses sorts de foudre et de feu sont plutôt destinés à infliger un maximum de dégâts. Certains sorts du froid et de la foudre lui donnent également des capacités à vocation défensives, comme son « bouclier d’énergie ». Le druide se transforme en garou (loup/dégâts ou ours/tank), invoque le feu et le vent, et appelle esprits (boost) et animaux à ses côtés. L'assassin elle, préfère utiliser des pièges, les arts martiaux, ou divers pouvoirs psychiques pour vaincre ses adversaires,,.
En combattant les créatures qui peuplent le monde de Diablo, le personnage contrôlé par le joueur gagne de l’expérience qui lui permet de devenir plus puissant. La quantité de points d’expérience détermine le niveau du personnage. Chaque passage à un niveau supérieur donne au joueur la possibilité de renforcer son personnage, qui dispose de quatre caractéristiques principales : la force, qui lui permet d’utiliser les armes et armures les plus puissantes et qui lui permet de faire plus de dégâts au corps à corps ; la magie qui détermine la quantité de mana (c'est-à-dire la quantité d'énergie magique) dont dispose le personnage et qui permet d’apprendre les sorts les plus puissants ; la dextérité qui détermine la précision des coups portés par le personnage ; et enfin la vitalité qui détermine la quantité de points de vie dont celui-ci dispose et qui lui permet de courir plus longtemps. À ces quatre caractéristiques principales, il faut ajouter des caractéristiques secondaires comme les points de vie, les points de mana, les dégâts ou la classe d’armure, que le joueur ne peut renforcer lors du passage à un niveau supérieur, mais qui dépendent des caractéristiques principales et de l’équipement du personnage.
Lorsque le personnage meurt, le joueur perd une certaine quantité d’or et son personnage réapparaît sans son équipement au début de l’acte qu’il était en train d’explorer. Le joueur doit alors retourner là où son personnage est mort afin de récupérer son équipement en fouillant son cadavre.

### Compétences
La principale innovation par rapport au premier Diablo est l'intégration d'un système d'arbres de compétences permettant de personnaliser les différents personnages. Celui-ci remplace le système utilisé dans le premier volet de la série dans lequel le joueur devait trouver des livres pour apprendre ou améliorer ses sorts,. Dans Diablo II, chaque personnage dispose en effet de trente sorts et aptitudes spécifiques réparties en trois arbres de compétences correspondant chacun à une spécialité. Lorsque le personnage gagne un niveau, le joueur a la possibilité d’utiliser un « point de compétence » lui permettant d’apprendre ou d’améliorer un sort ou une aptitude. Toutes les compétences ne sont pas immédiatement disponibles : certaines d’entre elles nécessitent que le personnage ait atteint un certain niveau ou ait déjà appris une autre compétence,. Pour apprendre le sort lui permettant d’invoquer un mage squelette, le nécromancien doit par exemple être de niveau douze et déjà savoir invoquer un squelette. Depuis le patch 1.10, utiliser un point de compétence pour améliorer certains sorts permet également d'en renforcer d’autres du même domaine. Améliorer les compétences d'ossements du nécromancien comme « prison d'os » ou « lance d'os » permet par exemple d'augmenter les dégâts infligés par le sort « esprit d'os »,.

### Équipement
Lors de son exploration du monde de Diablo II ou en consultant certains habitants des lieux qu’il traverse, le joueur est amené à trouver ou à acheter différents types d’armes et d’armures dont il peut équiper son personnage pour améliorer ses caractéristiques de combats,. Les armes comme les épées et les haches déterminent par exemple les dégâts que le héros peut infliger alors que les armures, les casques et les boucliers influencent sa « classe d’armure » qui détermine le niveau de protection du héros contre les attaques. Comme dans Diablo, certains objets sont dotés de pouvoir magique et peuvent apporter des bonus supplémentaires au personnage qui s’en équipe une fois que celui-ci les a identifiés à l’aide d’un parchemin d’identification ou en s’adressant à Deckard Cain. Le nom de ces objets magiques apparaît alors avec une couleur correspondant à la catégorie à laquelle il appartient. La couleur bleue correspond par exemple aux objets magiques les plus courants alors que les objets rares ou uniques, plus puissants mais plus difficiles à trouver, apparaissent respectivement en jaune et doré. Diablo II introduit également de nouveaux types d’objets magiques. Les objets « définis » (dont le nom apparaît en vert) font partie d’un ensemble d’objets qui, une fois tous réunis, donnent à celui qui les porte des pouvoirs sans égal. Les objets « ornés » (dont le nom apparaît en gris) ne disposent pas de pouvoirs lorsque le joueur les trouve. Ils peuvent par contre être enchantés à l’aide de différents types de pierres précieuses, qui donnent à l’objet de nouvelles caractéristiques, dépendant du type et de la qualité des pierres utilisées mais aussi du type de l’objet que l’on souhaite orner.
En plus des armes et des pièces d’armures, le joueur peut également trouver ou acheter un certain nombre d’objets consommables comme les parchemins ou les potions. En plus des parchemins d’identification, le joueur peut utiliser des parchemins permettant d’ouvrir un portail menant directement au lieu de départ de l’acte. Les potions les plus courantes permettent au personnage de se soigner et de récupérer de la vie ou du mana, d’autres pouvant être utilisées comme des armes que le personnage peut lancer sur des créatures pour leurs infliger des dégâts,.
Après avoir accompli une des quêtes du deuxième acte, le joueur entre en possession d’un objet magique spécial appelé « Cube Horadrim ». Ce dernier dispose de capacité spéciale permettant notamment de fusionner plusieurs objets entre eux pour obtenir un nouvel objet magique,.

### Interface
L’interface de Diablo II est très similaire à celle du premier opus de la série. Comme dans celui-ci, l'écran de jeu est divisé en deux parties. La zone de jeu affiche le personnage et son environnement. La barre d'action affiche les informations concernant le personnage avec notamment deux orbes colorés indiquant le niveau de vie et de mana du héros, une barre indiquant son niveau d'endurance et une barre correspondant à son expérience. Au centre de la barre d'interface se trouve la ceinture qui permet d'accéder directement à quatre objets pouvant y être placés. Toujours au centre se trouve également un bouton qui affiche un sous-menu permettant d’accéder à la fiche du personnage, à son inventaire, à son arbre de compétences, au journal des quêtes, à la carte, à l'écran de groupe et à la fenêtre de discussion.
Pour déplacer son personnage, le joueur doit simplement cliquer (bouton gauche de la souris) à l'endroit voulu et celui-ci s'y déplace automatiquement. Pour attaquer un monstre, il suffit également de cliquer sur celui-ci (chaque clic correspondant à une attaque) et si le monstre n'est pas à sa portée, le personnage se déplace automatiquement. Maintenir enfoncer la touche maj en attaquant permet d'empêcher le personnage de bouger pour attaquer. Pour interagir avec un personnage ou pour ramasser un objet, le joueur doit de la même façon cliquer dessus et le héros se déplace automatiquement pour aller discuter avec un personnage ou ramasser l'objet visé. Pour utiliser une compétence, le joueur doit d’abord associer celle-ci à un des boutons de la souris. Le sort apparaît alors sous forme d’icône à droite ou à gauche de la barre d’interface et peut être utilisé avec un simple clic. Des raccourcis clavier sont également disponibles et permettent par exemple d'accéder rapidement à un objet de la ceinture (touche un à huit du clavier) ou à un sort défini par le joueur (touche F5 à F8).

### Modes de jeu
Deux modes de jeu sont disponibles dans Diablo II :
Le mode solo est divisé en quatre actes successifs correspondant chacun à une région du monde de Diablo II et à la fin desquels le joueur doit vaincre un démon particulier avant de pouvoir accéder à l’acte suivant. Dans le premier acte, qui se déroule dans les royaumes occidentaux, le joueur doit par exemple vaincre Andarielle avant que Warriv, le chef de la caravane, n’accepte d’emmener le héros jusqu’à Lut Gholein où débute le deuxième acte. Comme dans Diablo, les différentes zones constituant chaque acte mais aussi les monstres et les trésors que le joueur peut y trouver sont générés aléatoirement et sont donc différents d’une partie à l’autre. Le système de sauvegarde est en revanche différent de celui du premier épisode puisque de nouvelles créatures et trésors sont générés à chaque nouveau chargement d’une partie. La carte reste néanmoins identique et des portails vers les différentes zones que le joueur a activé dans des parties précédentes restent actifs. Au cours du jeu, le joueur est amené à réaliser des quêtes qui peuvent lui être données par certains habitants des villes qu’il traverse, ou qu’il se voit assigner en arrivant dans certaines zones. Certaines quêtes n’influent pas directement sur l’avancement de l’histoire mais permettent néanmoins de recevoir des récompenses comme des objets magiques ou de l’expérience qui l’aideront dans la quête principale ; elles permettent également d’en apprendre plus sur l’univers de Diablo II. À la différence du premier volet, le joueur dispose d’un journal de quêtes lui permettant de connaître avec précision l’avancement dans les différentes quêtes. Il existe six quêtes par acte (à l’exception de l’acte IV qui n’en comporte que trois), la dernière d'entre elles devant être accomplie pour passer à l’acte suivant.
Le mode multijoueur sur Internet via Battle.net ne permet pas de jouer avec un personnage créé pour le mode solo et nécessite la création d’un personnage spécifique, qui sera automatiquement sauvegardé sur le serveur Battle.net choisi par le joueur. Ce mode permet à jusqu’à huit joueurs d’explorer les différentes zones du jeu. Les joueurs peuvent choisir de s’affronter entre eux ou de coopérer en formant une coterie dont les membres se partagent l’expérience et l’or acquis par le groupe. Dans le mode multijoueur, seuls les caractéristiques et l’inventaire du personnage (ainsi que le contenu de son coffre) sont conservés d’une partie à l’autre, et de nouvelles zones sont générées aléatoirement à chaque nouvelle partie. Les créatures peuplant le mode multijoueur sont similaires à celles du mode solo mais leur puissance (et l’expérience qu’ils rapportent) augmente en même temps que le nombre de joueurs présents dans la partie,. Un mode multijoueur en réseau local est également disponible dans le jeu. Ce mode est similaire au mode multijoueur sur Internet, à la différence qu’il peut être joué avec un personnage créé pour le mode solo.
Que ce soit en solo ou en multijoueur, le jeu dispose de trois niveaux de difficulté : normal, cauchemar et enfer. Chaque niveau est accessible dès lors que le joueur a terminé le jeu au niveau de difficulté inférieur. Les niveaux supérieurs permettent d’obtenir plus d’expérience et des objets plus puissants mais sont cependant peuplés de créatures beaucoup plus fortes. Pour augmenter la difficulté du jeu, il est également possible de créer un personnage « hardcore » que le joueur perd définitivement si celui-ci vient à mourir.

## Développement

### Début du projet
Lorsque Blizzard North termine le développement de Diablo, le 26 décembre 1996, les développeurs sortent éreintés de quatre mois de travail intensif. Bien qu’ils n’aient pas vraiment réfléchi à la suite des événements, ils pensent alors n’être pas prêt à développer un nouveau Diablo après avoir passé autant de temps sur ce premier opus. N’étant pas impliqué dans la création de l’extension Diablo: Hellfire, dont le développement a été confié à Synergistic Software, l’équipe de Blizzard North passe alors les trois mois suivant à se reposer et à réfléchir à leur prochain projet. Aucun des projets alors évoqués ne faisant l’unanimité, l’idée de revenir à l’univers de Diablo commence à germer et, après quelques mois de repos, l’équipe retrouve sa motivation pour commencer à développer une suite. Partant de la liste des idées qu’ils n’avaient pas pu mettre en place dans le jeu original et après avoir compilé les critiques de la presse spécialisée et des joueurs, ils commencent à réfléchir sur les moyens de rendre Diablo II supérieur à son prédécesseur dans tous les domaines.

### Équipe de développement
Comme son prédécesseur, Diablo II est développé par le studio Blizzard North, basé à San Mateo et fondé sous le nom de Condor Software en 1993 par Max Schaefer, Erich Schaefer et David Brevik. L’équipe de développement ne compte au départ que 24 personnes réparties en trois équipes dédiées à la programmation et à la création des personnages et des décors. Bien que Blizzard North conserve une certaine indépendance, les développeurs sont épaulés dans leur travail par le studio Blizzard Entertainment, basé à Irvine, pour certains aspects du développement comme la programmation du code réseau, l'intégration de Battle.net, la création des cinématiques ou l'écriture du scénario. De son côté, la société mère de Blizzard – Havas Interactive – s'est principalement occupée de l'aspect financier du projet comme la comptabilité ou les ventes.

### Conception
Arrivé chez Condor Software en 1996 pour coordonner les efforts des concepteurs de Diablo, Stieg Hedlund reprend ce rôle sur Diablo II bien qu'il n’existe pas réellement de département « conception » chez Blizzard North, cet aspect étant le fruit d’une coopération de l’ensemble des membres de l’équipe de développement,. Considérant que le système de jeu de Diablo a fait ses preuves, les développeurs décident de se focaliser sur la création de contenu visant à enrichir le jeu plutôt que de tenter de révolutionner son concept. Ils conservent ainsi le système de génération aléatoire de niveaux, de monstres et de trésors mais ils introduisent entre autres cinq nouvelles classes de personnages inédites et des environnements plus vastes. Ils augmentent également le nombre de donjons, d’objets et de créatures disponibles dans le jeu en ajoutant par exemple un nouveau système permettant de générer des monstres uniques aléatoirement,.
La principale innovation introduite par les concepteurs réside cependant dans les modifications apportées au système de compétences. Au début du développement, ils prévoient de conserver un système de compétence identique à celui du jeu original dans lequel le joueur doit trouver des livres pour apprendre de nouveaux sorts et de nouvelles compétences. Pour différencier les personnages qui — dans Diablo — partagent les mêmes compétences, ils souhaitent néanmoins créer seize compétences spécifiques à chaque personnage. Ce nouveau système se révèle intéressant mais les développeurs regrettent que tous les personnages d'une même classe finissent tout de même par connaître des sorts identiques et qu'un joueur puisse trouver des livres destinés aux autres classes plus souvent qu'à la sienne. S'inspirant des arbres technologiques des jeux de stratégies, ils imaginent alors un système d'arbre de compétences permettant au joueur d'apprendre ou d'améliorer ses compétences à chaque passage à un niveau supérieur.
Enfin, pour améliorer l'intégration des quêtes dans la trame scénaristique, ils choisissent d’incorporer l’histoire au jeu dès le début du développement.

### Graphismes
Par rapport à Diablo, le moteur graphique est entièrement recodé pour permettre notamment d’inclure des jeux de lumières colorées et une perspective en quasi-3D. Le jeu reste tout de même en 2D avec une résolution limitée à 640 par 480 pixels pour permettre, d’après les développeurs, l’affichage simultané de multiples personnages, monstres et projectiles sans sacrifier les détails et l’atmosphère du jeu,. Le moteur de jeu est principalement programmé en C et en C++, le contrôle de version étant réalisé à l’aide de Visual Studio et de Microsoft Visual SourceSafe. Pour les graphismes et les cinématiques du jeu, les développeurs ont utilisé le logiciel 3D Studio Max, les textures et éléments en deux dimensions de l’interface ayant été réalisés sur Photoshop.
Les cinématiques du jeu ont été conçues par Jason Hayes, Glenn Stafford et Tracey Bush.

### Effets sonores et musique
La musique du jeu a été composée par Matt Uelmen. Comme pour Diablo, il utilise le synthétiseur échantillonneur Ensoniq ASR-10. Après avoir abandonné l’idée d’utiliser la station audio-numérique Pro Tools 882 pour l’enregistrement et la postproduction de ses compositions, il décide d’utiliser le logiciel de montage Sony Vegas et les éditeurs d’effets sonores Sony Sound Forge et Gigasampler. Pour la conception des effets sonores, il est assisté par Scott Petersen, Jon Stone et Joseph Lawrence, l’équipe de doubleurs étant dirigé par Jason Hayes et Tammi Donner.

### Tests
Le jeu est testé en interne tout au long du projet. En effet, l’une des priorités de l’équipe de développeurs est de rendre Diablo II jouable aussi tôt que possible dans le processus de développement afin de pouvoir évaluer les différents éléments de gameplay tout au long du projet. L’ensemble de l’équipe est impliquée dans cette phase de test, chacun pouvant donner son avis ou proposer des améliorations, et les développeurs n’hésitent pas à modifier en profondeur le jeu lorsqu’ils considèrent que cela peut l'améliorer. L’agencement du dernier acte du jeu est par exemple entièrement revu quelques semaines avant le début de la bêta, les développeurs considérant celui-ci trop répétitif et un peu vide.
Du fait de son côté aléatoire et de la grande variété des sorts et des objets disponibles, tester le jeu se révèle être particulièrement long et difficile. Ainsi, pour régler le niveau de difficulté du combat final contre Diablo, les testeurs doivent à chaque fois recommencer le jeu depuis le début afin de pouvoir tester, pour chaque personnage, les différentes combinaisons de compétences susceptibles d’être sélectionnées par le joueur. Les testeurs doivent également prendre en compte certains paramètres pouvant modifier profondément la difficulté du jeu, comme la vitesse d’accumulation de l’expérience, ainsi que le mode multijoueur et les différents niveaux de difficulté du jeu. Pour gérer ces différents aspects, l’équipe qualité de Blizzard crée une base de données en ligne permettant de reporter, de catégoriser et de suivre les bugs et les suggestions d’améliorations. Ils répartissent également les testeurs en différents groupes devant se concentrer spécifiquement sur certains aspects du jeu, comme les compétences, les objets, les monstres ou la génération aléatoire des environnements.

## Extension et versions

### Versions
En même temps que la version standard du jeu publiée sur PC le 29 juin 2000, Blizzard Entertainment a également publié une version collector du jeu intitulée Diablo II: Collector's Edition. En plus des trois CD-ROM du jeu, celle-ci contient un DVD incluant les cinématiques du jeu, une bande originale du jeu et une campagne Diablo pour le jeu de rôle sur table Donjons et Dragons. Le 26 juillet 2000, le jeu est publié sur Macintosh. Le 23 octobre 2000, le jeu est republié sous la forme d’un coffret intitulé Diablo II: Exclusive Gift Set incluant également Diablo et les deux guides de jeu correspondants publiés par BradyGames. Le 26 septembre 2001, le jeu est republié dans un coffret intitulé Diablo II Battle Chest incluant également Diablo et Diablo II: Lord of Destruction ainsi que les guides de jeu correspondants publiés par BradyGames.
Le 2 janvier 2001, Blizzard Entertainment a également publié une version de démonstration du jeu. Celle-ci ne permet de jouer qu’avec une des cinq classes du jeu (le barbare) et ne permet d’explorer que le début du premier acte jusqu’au combat contre Blood Raven,.
Diablo II est également disponible depuis 2003 dans la collection Best Sellers Series.
Depuis 2008, le jeu est disponible en téléchargement digital sur la boutique en ligne de Blizzard Entertainment.
En mars 2016, Blizzard a sorti un patch pour assurer la compatibilité avec les systèmes récents.

### Extension
Après la sortie de Diablo II, Blizzard North commence à développer une extension intitulée Lord of Destruction. Celle-ci est lancée le 29 juin 2001 par Blizzard Entertainment en Amérique du Nord et par Sierra Entertainment en Europe. Elle améliore notamment les graphismes du jeu originel (en permettant de jouer avec une résolution de 800x600 pixels), ajoute deux nouvelles classes de personnages (l’assassin et le druide) et de nouvelles quêtes menant le joueur dans les steppes du nord à la poursuite du démon Baal, le seigneur de la destruction. Celle-ci connait rapidement un large succès critique et commercial et s’écoule à plus d’un million d’exemplaires dans les deux mois suivants sa sortie.

## Accueil
| Diablo II             |      |         |
| Média                 | Pays | Notes   |
| Computer Gaming World | US   | 4,5/5   |
| Edge                  | US   | 60 %    |
| Eurogamer             | GB   | 90 %    |
| Game Revolution       | US   | B+      |
| Gamekult              | FR   | 7/10    |
| GameSpot              | US   | 85 %    |
| GameSpy               | US   | 86 %    |
| GameZone              | US   | 85 %    |
| Gen4                  | FR   | 5/6     |
| IGN                   | US   | 83 %    |
| Jeuxvideo.com         | FR   | 17/20   |
| Joystick              | FR   | 90 %    |
| PC Gamer              | US   | 94 %    |
| Compilations de notes |      |         |
| Metacritic            | US   | 88 %    |
| GameRankings          | US   | 88,58 % |

### Ventes
Comme les précédents titres développés par Blizzard Entertainment, il connaît un important succès commercial. Avec plus de deux millions de copies mises en vente le jour de sa sortie, Diablo II bénéficie du plus important lancement jamais vu pour un jeu vidéo sur PC. Il se vend à 184 000 exemplaires le jour de sa sortie puis devient le premier jeu vidéo sur PC à dépasser le million d’exemplaires vendus en moins de deux semaines, record qu’il détiendra jusqu’à la sortie de Warcraft III,. Le succès de Diablo II est tel que dans un premier temps, les serveurs Battle.net du jeu ne parviennent pas à gérer l’important afflux de joueurs. Fin 2000, Battle.net atteint ainsi une fréquentation record avec 8,75 millions de joueurs actifs, alors qu’ils n’étaient que 4,5 millions en 1999, et le jeu dépasse les 2,5 millions d’exemplaires vendus. En 2001, un an et deux mois après sa sortie, le jeu dépasse les quatre millions de copies vendues,. En 2010, ses ventes sont estimées à environ 5,4 millions d'exemplaires, ce qui en fait alors le huitième jeu vidéo sur PC le plus vendu de tous les temps.

### Critiques
Diablo II est accueilli de manière très enthousiaste par les critiques spécialisées lui permettant d’obtenir des moyennes de 88 % et 88,58 % sur les sites Metacritic et GameRankings,. L’aspect graphique de Diablo II est noté comme étant son principal point faible. Les critiques jugent en effet que ses graphismes en SVGA et sa résolution limitée au 640×480 le font paraître dépassé, notant que dans ce domaine, le jeu n’a pas vraiment évolué par rapport au premier Diablo. Les critiques précisent néanmoins qu’en faisant abstraction de la faible résolution, il est possible d’apprécier le niveau de détail des environnements et la qualité des animations et des effets lumineux, ceux-ci utilisant les capacités des cartes graphiques,,. Les effets sonores et le doublage sont en revanche jugés comme étant de très bonne qualité, de même que la musique qui est décrite comme collant bien à l’ambiance du jeu,. Le jeu est également apprécié pour ses « fantastiques » cinématiques, certaines critiques notant que celles-ci surpassent ce qui se faisait dans ce domaine jusque-là,. D’après la presse spécialisée, Diablo II ne révolutionne pas le genre et se contente d’appliquer la recette qui a fait le succès du jeu original. Ainsi, son gameplay est parfois décrit comme étant un peu trop répétitif, certains critiques notant que le jeu se résume à combattre les mêmes monstres encore et encore pour accumuler de l’expérience et de nouvelles armes. La plupart des critiques jugent néanmoins son système de jeu comme étant toujours aussi addictif. Celles-ci notent en effet que les cinq classes de personnages différentes et le nouveau système d’arbre de compétences constituent des améliorations appréciables qui augmentent sensiblement la durée de vie du jeu,. Il est également noté que les environnements plus vastes et la plus grande variété des donjons contribuent également à améliorer la rejouabilité. Bien que strictement identique au mode solo, le mode multijoueur est décrit comme le point fort du jeu. Les critiques mettent notamment en avant le fait que les personnages créés pour jouer sur Battle.net sont maintenant stockés sur le serveur, empêchant ainsi les tricheurs de modifier les données de leurs personnages,. Les critiques saluent également la possibilité de créer des personnages « hardcore » qui rendent le jeu encore plus excitant et tendu.
Les rétrospectives du jeu le désignent généralement comme un des meilleurs hack 'n' slash de tous les temps,. Celles-ci mettent notamment en avant son système de jeu addictif qui récompense le joueur en faisant constamment évoluer son personnage. Certaines critiques saluent également l’incroyable longévité du jeu et note que dix ans après sa sortie, les serveurs Battle.net de Diablo II continuent d’attirer en permanence plus de 50 000 joueurs,. D'après la rédaction du site IGN, même Diablo III ne parvient pas à éclipser son prédécesseur qui reste d'après eux le meilleur épisode de la série.

### Récompenses
À sa sortie, Diablo II est récompensé à de nombreuses reprises par la presse spécialisée. Il est ainsi désigné comme le meilleur jeu PC de l’année lors de l’European Computer Trade Show et par l’Academy of Interactive Arts and Sciences. Les magazines PC Gamer et Computer Gaming World lui attribuent leur « prix de la rédaction » et il apparaît dans le tableau d’honneur des meilleurs jeux de l’année dressé par le magazine Macworld.
Depuis sa sortie, le jeu apparaît régulièrement dans les classements des meilleurs jeux publiés par la presse spécialisée. Ainsi, le magazine PC Gamer le classe 16e dans son classement des cinquante meilleurs jeux de tous les temps publié en 2005. Le site Computer and Video Games le classe 25e en 2005 puis 82e en 2007 dans son classement des cent meilleurs jeux et note que sept ans après sa sortie, il reste considéré comme le meilleur hack and slash,. En 2009, le site Destructoid le place à la septième position de son classement des cinquante meilleurs jeux de la décennie et dans son classement des cent meilleurs RPG publié en 2012, le site IGN le place à la sixième position et note que celui-ci reste le meilleur épisode de la série.

## Postérité
À la suite du succès de Diablo II, l'extension Diablo II: Lord of Destruction développée par Blizzard North est publiée le 29 juin 2001 par Blizzard Entertainment en Amérique du Nord et par Sierra Entertainment en Europe. Celle-ci connait rapidement un large succès critique et commercial grâce notamment à l’ajout de deux nouvelles classes de personnages et de nouvelles quêtes menant le joueur à la poursuite de Baal. Le 29 août 2001, Lord of Destruction dépasse le million d’exemplaires vendus dans le monde, devenant alors l’extension d’un jeu PC la plus rapidement écoulée de l’histoire du jeu vidéo. Son succès, associé à celui de Diablo et de Diablo II, permet à la franchise de dépasser les 18,5 millions de titres vendu en 2008.

### Influence
Le succès de Diablo II a influencé un certain nombre de développeurs qui reprennent des éléments de son gameplay dans des jeux comme Nox et Throne of Darkness en 2001, puis Dungeon Siege et Divine Divinity en 2002, qui sont souvent considérés comme des clones de Diablo,. Throne of Darkness reprend par exemple une interface et un système de jeu quasi identique à celui de Diablo II mais dans un univers fantastique inspiré du Japon médiéval dans lequel le joueur doit contrôler un groupe de quatre personnages,. La série des Dungeon Siege créée par Chris Taylor tente de se démarquer par l’utilisation d’un moteur 3D et de quelques originalités au niveau de la gestion du personnage mais reste qualifiée de « Diablo en 3D » par certaines critiques. Malgré leurs qualités, aucun ne connaît le succès de Diablo et de sa suite. Diablo II a également influencé un certain nombre de MMORPG comme World of Warcraft, qui reprend entre autres son principe d'arbres de compétences.

### Suites
Après la sortie de Lord of Destruction, l'équipe de Blizzard North commence le développement de Diablo III, mais en mai 2003, Max Schaefer, Erich Schaefer et David Brevik (qui avaient fondé le studio en 1993) ainsi que Bill Roper quittent la société pour fonder Flagship Studios. Rejoints par d'autres anciens membres de l'équipe de développement des Diablo, ils développent deux nouveaux jeux d'action et de rôle intitulés Hellgate: London et Mythos. À la suite de difficultés économiques, Flagship Studios ferme ses portes en 2008. Max et Erich Schaefer participent alors à la création du studio Runic Games et lancent le développement de Torchlight, un hack 'n' slash reprenant quasiment à l’identique le système de jeu de Diablo II dans un monde en trois dimensions,. Celui-ci sort le 27 octobre 2009 et bénéficie d’un bon accueil de la presse spécialisée, certains critiques le considérant même comme le meilleur clone de Diablo depuis Diablo II, malgré l’absence d'un mode multijoueur,. Sa suite, Torchlight II, est publiée le 20 septembre 2012. Comme son prédécesseur, il est souvent comparé à Diablo et connait un certain succès commercial en se vendant à plus d’un million d’exemplaires en 2012,.
À la suite du départ d’une grande partie de l’équipe de développement de Blizzard North, Blizzard Entertainment décide en 2005 de fusionner la filiale basée à San Mateo avec son siège d'Irvine. La version de Diablo III développée par Blizzard North est alors bien avancée mais celle-ci n’est pas jugée satisfaisante et Blizzard recommence quasiment le développement à zéro,. Après sept ans de développement, le jeu sort finalement le 15 mai 2012. Comme ses prédécesseurs, il bat des records de vente en s’écoulant à 4,7 millions d’exemplaires le jour de sa sortie et en dépassant les dix millions moins de deux mois après sa sortie,.
Diablo Immortal, un projet de jeu vidéo mobile prenant place dans l'univers de la série Diablo, est annoncé par Blizzard Entertainment lors de la BlizzCon 2018. Le jeu est codéveloppé par NetEase, ce dernier étant le partenaire de Blizzard pour les sorties sur le marché chinois. Début août 2020, à l'occasion de la ChinaJoy, Blizzard et NetEase ont publié une bande-annonce de gameplay qui a permis de présenter les six classes jouables. La vidéo a également présenté Baal, l'antagoniste principal de Diablo II: Lord of Destruction, qu'il sera à nouveau possible d'affronter. En décembre 2020, une démo alpha du jeu a été publiée, permettant d'accéder aux 45 premiers niveaux de progression des personnages et de tester quatre des six classes jouables. L'alpha était accessible uniquement pour les joueurs australiens, ainsi que certains médias spécialisés dans le jeu vidéo,.

### Remake
Diablo II: Resurrected, un remake de Diablo II, est annoncé le 20 février 2021 par Blizzard Entertainment, à l'occasion de la BlizzCon. Cette version fait suite à la volonté de Blizzard de ressortir ses titres précédents, à l'instar de StarCraft: Remastered (2017) et Warcraft III: Reforged (2020). Une version en alpha technique, accessible pour certains joueurs et comprenant les deux premiers actes du jeu, a lieu du 9 au 12 avril 2021. Le jeu sort finalement le 23 septembre 2021 sur toutes les plateformes, même si des problèmes de serveurs empêchent alors de nombreux joueurs de se connecter.
Le jeu reçoit une majorité de critiques favorables malgré un gameplay jugé comme étant quelque peu daté. La qualité de ses graphismes fait l'unanimité, considérée comme à la fois impressionnante et respectueuse du jeu originel. Sur Metacritic, la version PC de Diablo II: Resurrected reçoit en note une moyenne pondérée de 80 sur 100.

### Niveau secret des vaches
Dans les années qui suivent la sortie Diablo, une rumeur se répand sur l'existence d'un niveau secret — le niveau secret des vaches — caché dans les profondeurs du jeu et ne pouvant être débloqué que par les joueurs les plus assidus. L'existence d'un tel niveau dans Diablo se révèle être un mensonge mais celui-ci devient finalement réalité dans le deuxième opus de la série. Il se présente sous la forme d’un niveau secret auquel le joueur accède en réalisant une série d’actions particulières, provoquant l'ouverture d'un portail vers un niveau uniquement peuplé de vaches. Ce niveau secret est considéré comme l’un des easter eggs les plus marquants de l’histoire des jeux vidéo, les sites GameSpot et IGN l’incluant notamment dans leurs listes des meilleurs easter eggs du genre,.
Un des objets requis pour accéder au niveau des vaches – la jambe de Wirt – est également devenu un easter egg récurrent dans les jeux développés par Blizzard Entertainment en apparaissant notamment dans Warcraft III et World of Warcraft.

### Produits dérivés
L’univers de Diablo a été adapté en une série de romans. Le premier, intitulé La Loi du Sang et écrit par Richard A. Knaak, est publié le 16 janvier 2000 et raconte des événements se déroulant peu avant l’arrivée de Diablo à Lut Gholein. Des romans plus tardifs comme Demonsbane ou les trois volets de la trilogie de The Sin War se déroulent plusieurs centaines d’années avant les événements du premier Diablo et apportent de nouvelles informations sur l’univers du jeu,. Une encyclopédie de l’univers du jeu a également été publiée en 2011. Intitulée Book of Cain, celle-ci est présentée comme une histoire illustrée écrite par le personnage Deckard Cain. En 2001, l'univers du jeu a également été adapté en une série de comic books appelée Diablo: Tales of Sanctuary et illustrée par Francisco Ruiz Velasco. Dans le premier tome intitulé Rage, le lecteur suit les aventures du druide Azgar dans son combat contre les forces de Baal. Une deuxième série écrite par Aaron Williams et illustrée par Joseph Lacroix a été publiée à partir de 2001 sous le titre Sword of Justice. Celle-ci se déroule 20 ans après les événements de Lord of Destruction et fait le lien entre Diablo II et sa suite. Blizzard Entertainment s’est également associé avec Wizards of the Coast pour créer plusieurs jeux de rôle papier inspirés du jeu, comme Diablo II: The Awakening publié en 2000,.